# Bruintje Beer

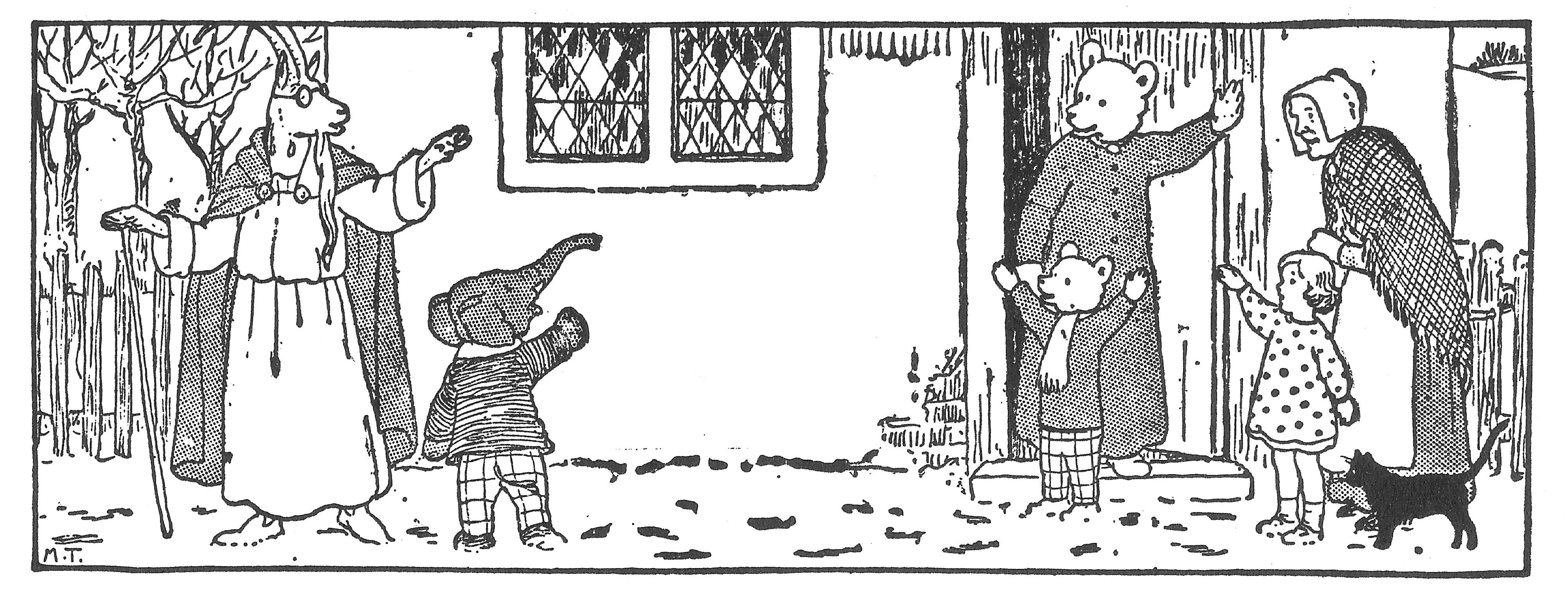
De Oude Wijze Geit en Freddie Snuit nemen afscheid van Bruintje, vader Beer, de kleine meid, Grootje en Poes. Uit: De avonturen van Bruintje Beer. Dertiende serie. Bruintje Beer en de oude zeemijnheer. Uitgave Algemeen Handelsblad, Amsterdam, zonder jaar.

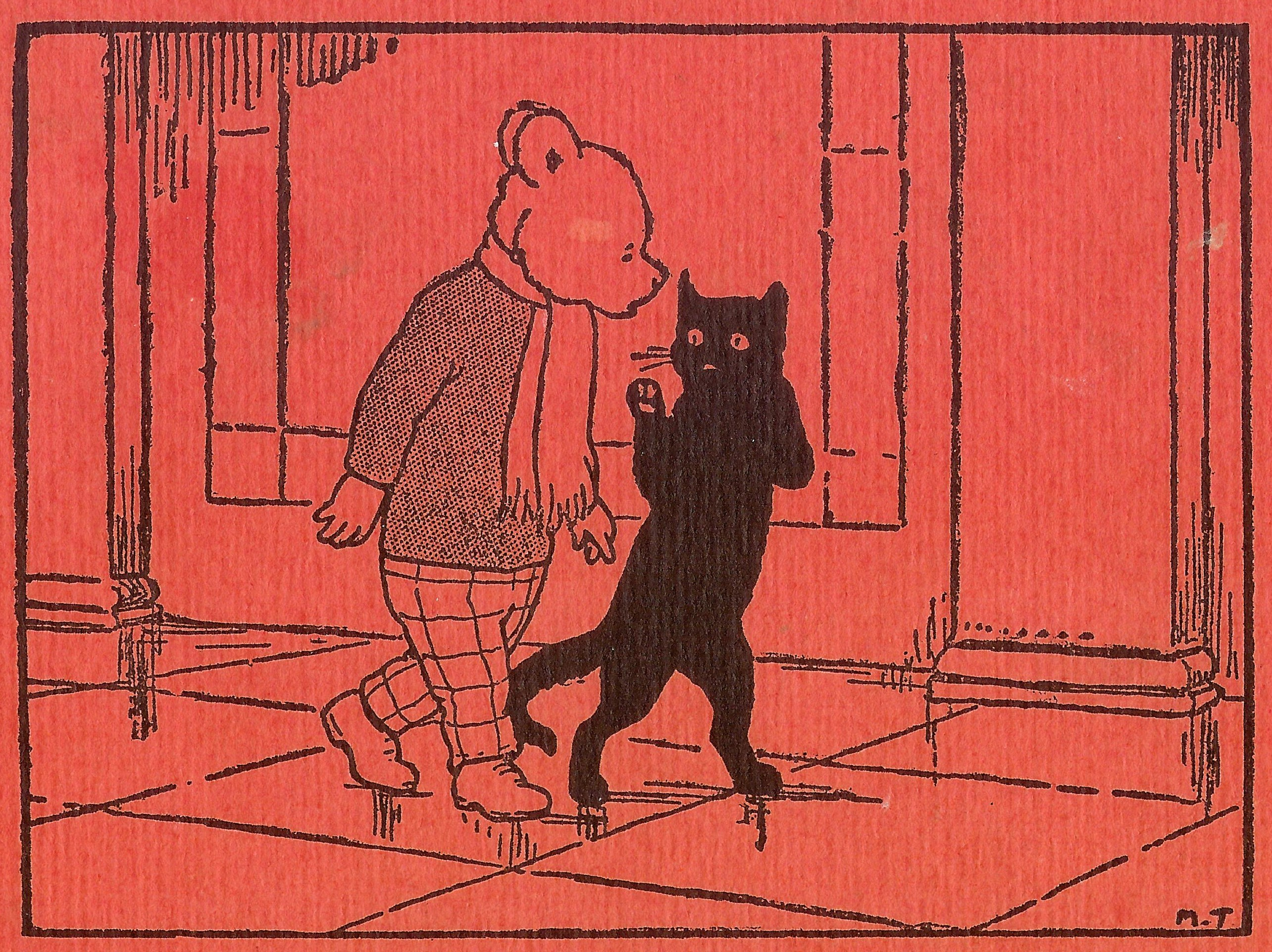
Bruintje Beer en Poes, op omslag van De avonturen van Bruintje Beer. Dertiende serie.

Bruintje Beer is de hoofdpersoon in De avonturen van Bruintje Beer, een vertaling van de Britse stripreeks voor kinderen Rupert Bear. Deze strip werd getekend en geschreven door Mary Tourtel (1874–1948).

## Geschiedenis
De oorspronkelijke Britse strip verscheen voor het eerst in de Daily Express van 8 november 1920. Dit waren nog geen moderne stripverhalen met tekstballonnetjes, maar tekststrips: ongekleurde plaatjes met daaronder de verklarende tekst. Het oorspronkelijke doel van de strips in de Daily Express was om de verkoop van dit blad op te krikken, vanwege aanhoudende concurrentie van de Daily Mail en Daily Mirror.
In Nederland verscheen de strip op 5 november 1929 voor het eerst in vertaling in het Algemeen Handelsblad. Net als in de originele Engelse versie werden van het begin af de plaatjes steevast begeleid door een paar regels in rijmend proza.
In 1935 nam Alfred Bestall (1892-1986) het maken van de strip over van Tourtel. Eerder was hij illustrator bij Punch en andere tijdschriften. Onder Bestall groeide de verhalen enorm in populariteit vanwege diens spannende, originele verhalen (in tegenstelling tot de verhalen van Tourtel die vooral op bekende sprookjes en kinderliedjes waren gebaseerd) en simpele, maar gedetailleerde achtergronden terwijl de personages simpel bleven. Bestall veranderde de stijl van de verhalen en bedacht vele nieuwe personages. Wel werden de rijmen en verhalen eronder in stand gehouden. Hij liet zich voor de omgeving waarin de verhalen zich afspelen inspireren door voornamelijk de omgeving van zijn vakantiewoning in Wales.
Bestall ging in 1965 met pensioen maar bleef tot op 90-jarige leeftijd nog verhalen over Rupert Bear schrijven speciaal voor de jaarlijkse annuals en illustreerde tot 1974 ook de covers van de annuals. Voor de verhalen die in de krant verschenen, en tussendoor ook andere boekjes en een tijdschrift, namen andere diverse schrijvers en tekenaars in opdracht van de Daily Express de serie over waaronder Gina Hart, Alex Cubie en Jenny Kisler. In 1985 werd illustrator John Harrold aangesteld als definitieve fulltime opvolger van Bestall als illustrator. De verhalen werden voortaan geschreven door James Henderson en na 1990 door Ian Robinson. Harrold's eerste verhalen waren in de stijl van Bestall tot hij zelf zijn eigen stijl introduceerde eind jaren '80. Deze Rupert verhalen zijn kenbaar doordat naast de achtergronden, voornamelijk de personages veel gedetailleerder werden geïllustreerd. In 2007 werd Harrold's contract beëindigd vanwege bezuinigingen bij de Daily Express. 
In 2008 werd kinderboeken illustrator Stuart Trotter aangesteld als nieuwe Rupert artiest. Trotter stapte volledig af van de rijk gedetailleerde illustraties van Harrold voor personages en achtergronden. De personages bracht hij terug in de simpele stijl van Bestall en de achtergronden voornamelijk simplistisch en kleurrijk.
In tegenstelling tot zijn voorgangers is Trotter niet in dienst van de Daily Express maar bij uitgeverij Egmont die sinds 2004 de jaarlijkse Rupert Annuals uitgeeft. Hierdoor verschijnen de verhalen en illustraties van Trotter niet in de krant maar worden enkel gedrukt in de jaarlijkse annuals. Van 2008 tot 2011 werden deze annuals gedrukt met nieuwe verhalen door Trotter. Sinds 2012 verschijnt er nog maar een nieuw verhaal van Trotter elk jaar en is de rest van de annual gevuld met oudere verhalen van Bestall of Harrold.
Tot op de dag van vandaag worden de verhalen van Bestall en Cubie herdrukt in de Daily Express. Hierdoor is Rupert de langstlopende, ononderbroken stripreeks in een krant ter wereld. 
Sinds 1983 is de organisatie The Followers of Rupert actief in Engeland om alles rondom Rupert te promoten en in stand te houden.

### Bruintje's kleur
In het begin was Rupert een bruine beer in de verhalen, maar om de drukkosten te verminderen werd besloten dat hij in de verhalen wit werd. Overigens bleef Rupert een bruine beer op de covers van de annuals. Daarbij is opmerkelijk dat Bestall hem vanaf 1935 mensenhanden heeft gegeven die ook gekleurd zijn als de handen van een witte, Europese jongen. In de stripverhalen blijft echter de witte kleur gehandhaafd. De Nederlandse vertaling van zijn naam is nooit aangepast.

## Personages en verhaallijn
Rupert Bear is een zeer antropomorfe jonge beer die bij zijn ouders woont. Hij is meestal gekleed in een rode trui, en draagt een gele das met zwarte blokken met bijpassende broek.
Meestal krijgt hij aan het begin van een verhaal een opdracht van zijn moeder of hij bezoekt een vriend. Tijdens zo'n situatie gebeurt er vaak iets wonderlijks. De verhalen zijn meestal sprookjesachtige avonturen, waarin duistere wouden, geheimzinnige kastelen, oriëntaalse streken, goochelaars, tovenaars en allerlei mythische wezens (elfen, heksen, draken, reuzen enz.) voorkomen. Veel van de verhaallijnen zijn gebaseerd op echte klassieke sprookjes en volksverhalen, zoals Repelsteeltje. In een van de verhalen krijgt Bruintje Beer te maken met de mythische "Oude Man van de Zee". Later, nadat Alfred Bestall de stripreeks overnam, speelden de verhalen zich meer af rond de woonplaats van Bruintje Beer. De verhaallijnen waren nu meer gericht op realistischere avonturen, zoals de uitvindingen van de professor en aanvaringen met criminelen. De magische, sprookjesachtige settings verdwenen gaandeweg.
De meeste figuren in de strip zijn net als Bruintje zelf antropomorfe dieren. Daarnaast komen er ook gewone mensen voor. Bruintje heeft veel vrienden, zowel antropomorfe dieren als mensen. Regelmatig terugkerende personages zijn Beppo de aap, Bullie Mops (een hond), Big Krulstaart (een varken), kleine Net (een echt meisje), Wim Das, Freddie Snuit (een olifant), de oude wijze geit en de "verstrooide professor".

## In andere media
Tussen 1987 en 1990 verscheen een aantal Bruintje Beer-strips in herdruk en in kleur en met tekstballonnen in het weekblad Donald Duck.
Bruintje Beer kwam ook voor in de videoclip van Paul McCartney's single We All Stand Together uit 1985, die bestond uit een tekenfilm waarin Bruintje op avontuur gaat en een ritueel van een kikkerkoning gadeslaat. Hiervan bestaat ook een lange versie van 12 minuten, die Rupert and the Frog Song heette en oorspronkelijk in bioscopen vertoond werd samen met McCartney's film Give My Regards to Broad Street.
Van 1991 tot en met 1997 produceerde het Canadese Nelvana in samenwerking met Ellipse Programmé en het Engelse Television South (na seizoen 1 werd Television South omgedoopt tot Scottish Television) een animatieserie van Rupert. Er werden 5 seizoenen met een totaal van 65 afleveringen gemaakt. De afleveringen waren op enkele na allemaal losjes gebaseerd op verhalen die eerder al in de Rupert Annuals waren verschenen en bedacht door Alfred Bestall en Ian Thompson. In Canada werd de serie uitgezonden door YTV en in de Verenigde Staten eerst door Nickelodeon en later The Disney Channel. In Engeland werd het oorspronkelijk door CITV uitgezonden.
In Nederland werd de serie in 1996 aangekocht door Kindernet met Christa Lips als de stem van Bruintje Beer. De serie werd van 1996 tot en met 2003 op Kindernet uitgezonden, en daarna tot 2005 herhaald op de publieke omroep (NPO 3).
Van 2006 tot en met 2007 werd er ook een stop-motion animatieserie over Bruintje Beer geproduceerd genaamd 'Rupert Bear: Follow the magic'. De serie is gericht op kinderen in de leeftijd van 3 tot 5. In deze serie heeft Bruintje Beer een bruine vacht, zoals hij origineel verscheen in de jaren 20 in de strips. Het meest opvallende was dat enkele mannelijke personages zoals Pong Ping van geslacht gewisseld waren en dat er voor het eerst in de Bruintje Beer merchandise gebruik wordt gemaakt van moderne technologie zoals mobiele telefoons (zie ook Opschuivende tijdlijn).

## Nederlandse uitgaven

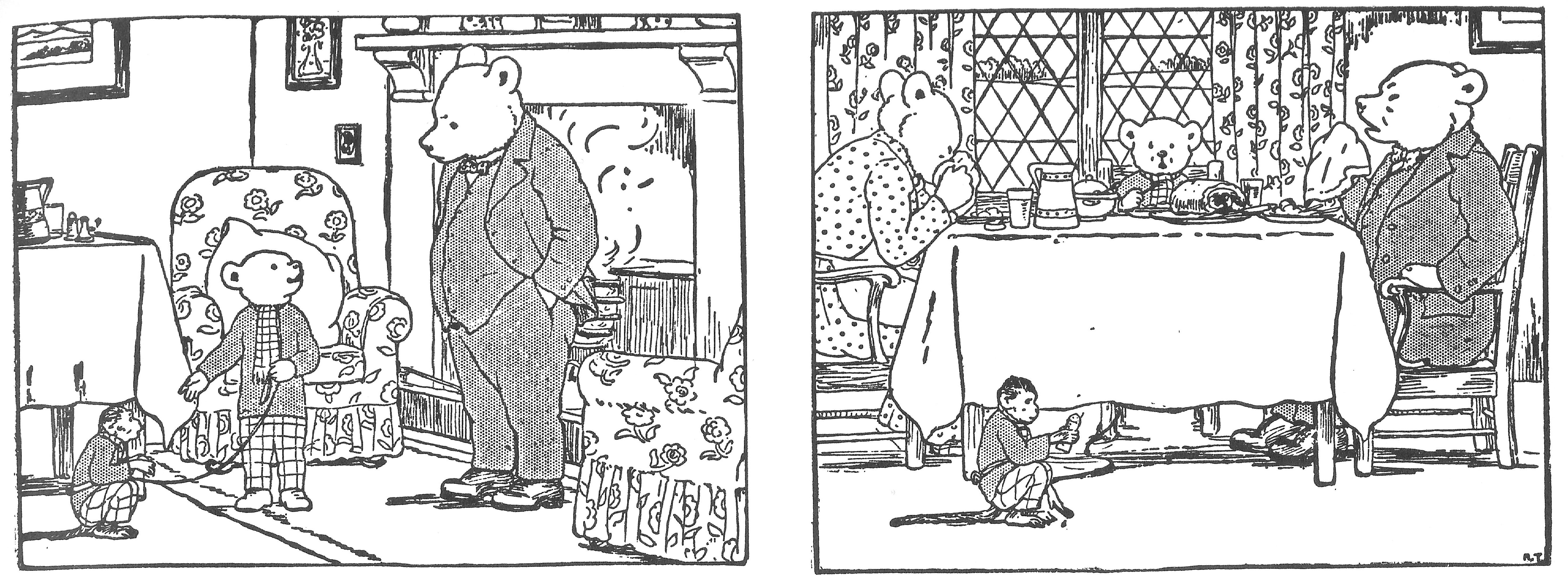
Aap Beppo laat met peper de beren niezen. De avonturen van Bruintje Beer. Achtste serie. Het bezoek van Beppo.
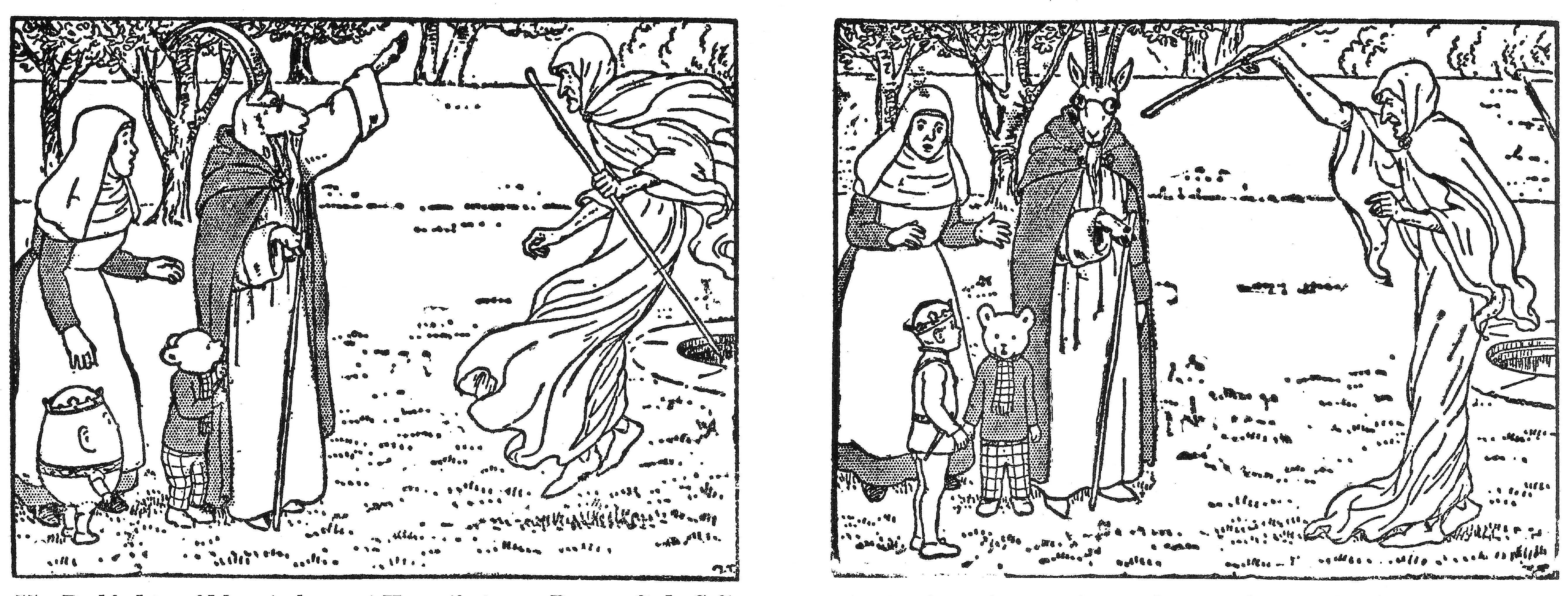
De Oude Wijze Geit dwingt de boze fee haar betovering van de kleine Prins op te heffen. Uit: De avonturen van Bruintje Beer. Achtste serie. Bruintje Beer en Prins Humptie-Dumptie.
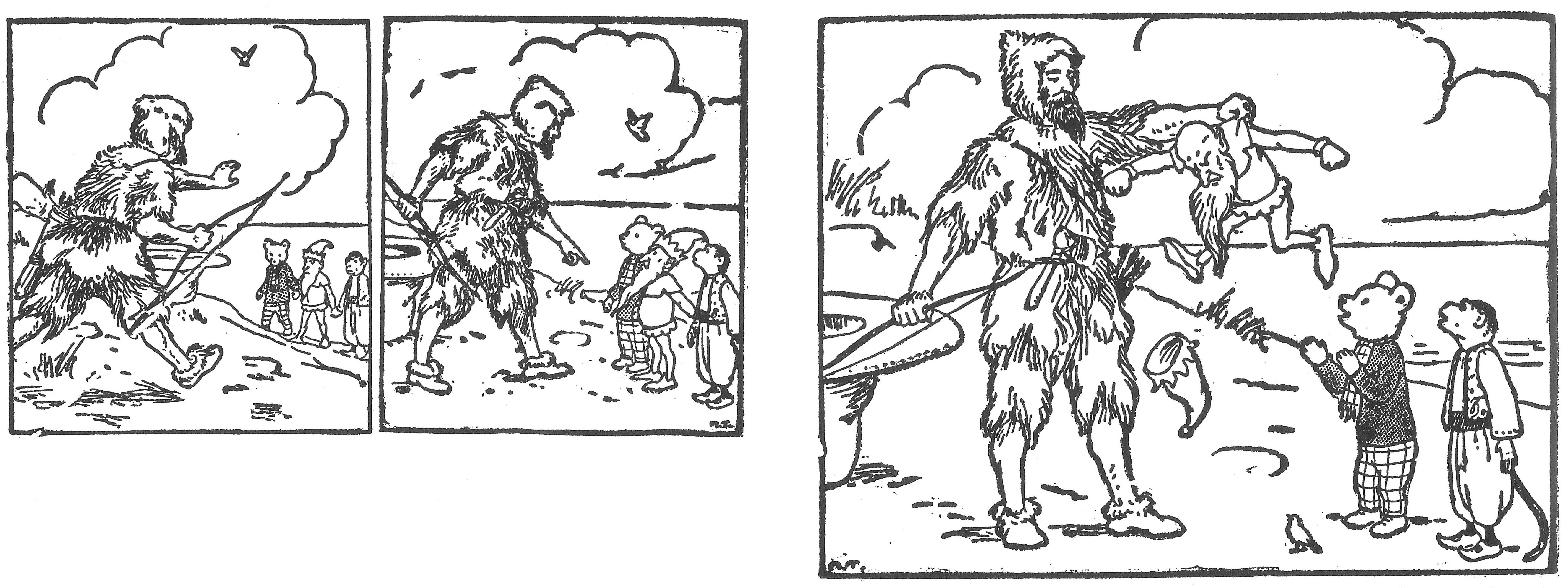
Bruintje, de Kabouter en Sem ontmoeten Robinson Crusoe. Uit: De avonturen van Bruintje Beer. Dertiende serie. Bruintje Beer en de toverhoed.

De avonturen van Bruintje Beer, vooral Algemeen Handelsblad N.V., Amsterdam, later ook andere uitgeverijen. Er worden vaak geen auteurs of vertalers vermeld in de uitgaven. Willy Vossen-Drieling verzorgde bewerkingen en vertalingen in het Nederlands. Bij de herdruk eind jaren 1960 en jaren 1970 werd een andere nummering van de delen aangehouden.
| Deel / Serie | Inhoud | Jaar              |
| ------------ | --- | ----------------- |
| 1            | Bruintje Beer en de Gulzige Prinses, vertaling van Rupert and the Greedy Princess (1935) ; Bruintje Beer en de Zwarte Ridder, vertaling van Rupert, the Manikin and the Black Knight (1935) | [1969]            |
| 2            | Bruintje Beer in Dromenland ; Bruintje Beer en de Zeerovers, vertaling van Rupert and Bill and the Pirates (1935) Bruintje Beer en Beppo, de aap ; Bruintje Beer en de tooverfluit, vertaling van Rupert and the Magic Whistle (1931) ; Bruintje Beer en de witte ridder                                                                                       | [1931] [1969]     |
| 3            | Bruintje Beer en de Koppige Prinses, vertaling van Rupert and the Wilful Princess (1930) ; Bruintje Beer en de Zwarte Poes | [1971]            |
| 4            | Bruintje Beer en de Kleine Prins, vertaling van Rupert and the Little Prince (1930) ; Het avontuur met de vliegmachine, vertaling van Rupert and Bill's Aeroplane Adventure (1934) | [1970]            |
| 5            | Bruintje Beer en Willie Veer ; Bruintje Beer en het mannetje in het groen ; Bruintje Beer op school | [1935] [1970]     |
| 6            | Bruintje Beer en Spikkel, de Wonderpony, vertaling van Rupert and Dapple (1934) ; Bruintje Beer en de Toverparaplu, vertaling van Rupert and the Magician's Umbrella (1934) | [1970]            |
| 7            | Bruintje Beer en de Koppige Prinses ; Bruintje Beer en de Zwarte Poes Bruintje Beer en Beppo, de Aap ; Bruintje Beer en de Toverfluit ; Bruintje Beer en de Witte Ridder | [1934] ?          |
| 8            | 1. Bruintje Beer en Prins Humptie-Dumptie. p. 3-33 vertaling van Rupert and Humpty Dumpty (1932) ; 2. Het bezoek van Beppo, de Aap, aan Bruintje Beer. p. 36-52 (vertaling van Rupert and His Pet Monkey Again (and Beppo Back With Rupert) (1932), vervolg van Bruintje Beer en Beppo, de Aap in Serie 7); 3. Bruintje Beer beoefent de wintersport. p. 53-63 | ?, herdruk [1971] |
| 9            | Bruintje Beer gaat uit logeren ; Bruintje Beer wordt winkelbediende, vertaling uit Rupert and Bill Keep Shop (and Rupert's Christmas Thrills) (1933); Bruintje Beer gaat uit met Wim Das en Freddie Snuit | [1935]            |
| 10           | Bruintje Beer raakt zoek ; Het avontuur van Bruintje Beer en kleine Net ; Bruintje Beer's Boodschap aan het kerstmannetje | [1971]            |
| 11           | Bruintje Beer's vliegtocht ; Bruintje Beer maakt een uitstapje naar de bergen ; Bruintje Beer en zijn lievelingsaap Bruintje Beer in het geheimzinnige bos ; Het sneeuwavontuur van Bruintje Beer | [1935] [1971]     |
| 12           | Bruintje Beer en Prins Humptie-Dumptie Bruintje Beer op reis tegen wil en dank ; Bruintje Beer met Tommy op avontuur ; Bruintje Beer toont zich een held | [1935] [1972]     |
| 13           | 1. Bruintje Beer en de oude zeemijnheer. p. 3-34, vertaling van Rupert and the Old Man and the Sea (1931); 2. Bruintje Beer en de toverhoed, vertaling van Rupert and the Magic Hat (1929). p. 35-64 | [1972]            |
| 14           | Bruintje Beer en Bullie Mops ; Bruintje Beer en de zeeroovers ; Bruintje Beer ontmoet St. Nicolaas ; Bruintje Beer en de kerstpudding Bruintje Beers herfstavontuur ; Bruintje Beer en de parels ; Bruintje Beer naar de Londense kroningsfeesten | [1936] [1972]     |
| 15           | Bruintje Beer en Bullie Mops helpen de dwergen ; Bruintje Beer en de sneeuwmachine ; Bruintje Beer vindt een zwarte narcis ; Bruintje Beer en zijn vrienden zoeken het juiste spoor | [1972]            |
| 16           | Bruintje Beer, Freddie Snuit en de circus ; Bruintje Beer in Sneeuwland ; Bruintje Beer en de zwarte ridder | [1937]            |
| 17           | Bruintje Beer en de kleine prins ; Bruintje Beer en Wim Das aan het strand ; Bruintje Beer en het schoenmakertje | [1938]            |
| 18           | Bruintje Beer en de smokkelaars ; Het avontuur van Bruintje Beer en kleine Net ; Bruintje Beer beleeft een Kerstavontuur | [1938]            |
| 19           | Bruintje Beer en Bullie Mops ; Beppo de aap als logé van Bruintje Beer ; Bruintje Beer en de verjaardagstaart | [1973]            |
| 20           | Bruintje Beer in het geheimzinnige bosch ; Het sneeuwavontuur van Bruintje Beer Bruintje Beer maakt een wandeltocht ; Bruintje Beer en zijn lievelingsaap | [1939] [1974]     |
| 22           | Bruintje Beer op reis tegen wil en dank ; Bruintje Beer met Tommie op avontuur ; Bruintje Beer toont zich een held | [1940]            |
| 23           | Bruintje Beer ontmoet een Chineeschen toovenaar ; Bruintje Beer en Bullie Mops helpen de dwergen ; Bruintje Beer en de sneeuwmachine ; Bruintje Beer en Wim Das gaan uit visschen (vertaling van Rupert and Bill Badger's Picnic Party, uit Rupert and the Christmas Tree Fairies (and Rupert and Bill Badger's Picnic Party) (1931))                          | [1941]            |
| 24           | Bruintje Beer raakt zoek ; Bruintje Beer vindt een zwarte narcis ; Bruintje Beer en zijn vrienden zoeken het juiste spoor | [1941]            |

### Citaat

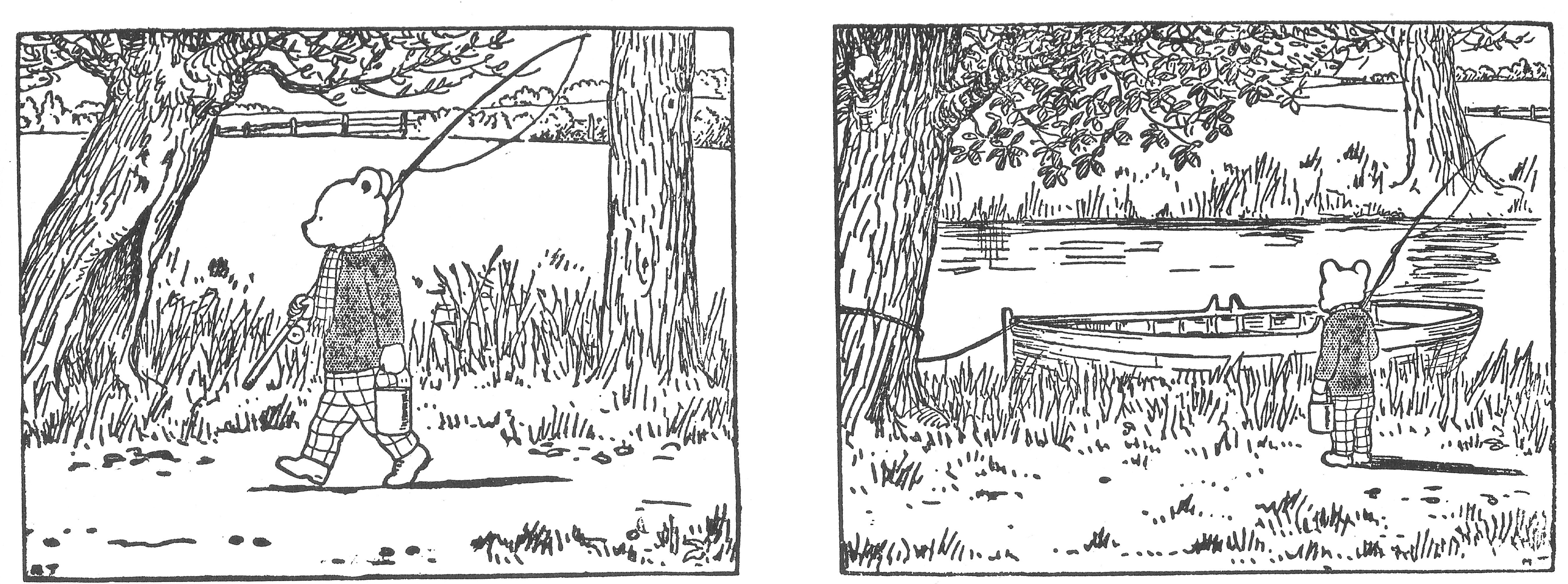
Bruintje Beer met hengel en emmertje vindt een kleine boot. Uit: De avonturen van Bruintje Beer. Achtste serie. Bruintje Beer en Prins Humptie-Dumptie. Uitgave: Algemeen Handelsblad N.V., Amsterdam, z.j., p. 5.

1. Bruintje Beer is dol op vissen, daarom kocht Pa Beer voor zijn zoontje als verrassing een hengel en alles wat er bij hoort om uit vissen te gaan. Dadelijk gaat Bruintje, met zijn hengel belaân en een emmertje met aas in de hand, op weg naar de waterkant. Hij hoopt dat hij veel zal vangen, want vers gevangen vis is iets bij het avondeten waar Pa Beer gek op is
— Bruintje Beer en Prins Humptie-Dumptie. De avonturen van Bruintje Beer. Achtste serie. Begin.